# Мардини, Юсра
Юсра Мардини (араб. يسرى مارديني‎; род. 5 марта 1998, Дамаск) — сирийская пловчиха, участница Олимпийских игр 2016 и 2020 в составе сборной беженцев.
Родилась в сирийской христианской семье. Выросшая в Дамаске Мардини проходила обучение в школе Олимпийского комитета Сирии. Она представляла Сирию на чемпионате 2012 мира по плаванию на дистанции 200 метров вольным стилем (в 25-метровом бассейне), 200 метров вольным стилем (в 50-метровом бассейне) и 400 метров вольным стилем.
В 2015 году перебралась в Германию. Тренировалась в берлинском клубе Wasserfreunde Spandau 04. Живёт в Берлине.
На Олимпиаде 2016 года приняла участие в соревнованиях по плаванию, представляя сборную беженцев. Знаменосец команды на церемонии открытия Игр.
В квалификационных заплывах заняла 45 место на дистанции 100 м вольным стилем и 41 — на дистанции 100 м баттерфляем.

## Подвиг Мардини
В августе 2015 года дом Юсры был разрушен в ходе продолжающейся гражданской войны в Сирии. Вместе с сестрой Сарой были вынуждены спасаться бегством. Добравшись до Ливана, а затем в Турции они договорились переправиться незаконно на берег Греции на моторной лодке. На борту оказалось 20 человек, хотя судно предназначалось для перевозки не более семи. Когда мотор заглох и лодка начала тонуть посреди Эгейского моря, единственными, кто умел плавать, оказались Юсра с сестрой и еще два человека. В итоге сирийские девушки три часа вплавь тащили лодку с 16 людьми. Они добрались до острова Лесбос и спасли всех попутчиков.